# Arfeuilles
Arfeuilles település Franciaországban, Allier megyében. Lakosainak száma 610 fő (2022. január 1.). Arfeuilles Le Breuil, Châtel-Montagne, Châtelus, Saint-Nicolas-des-Biefs, Saint-Pierre-Laval és Saint-Bonnet-des-Quarts községekkel határos.

## Népesség
A település népességének változása:
| Lakosok száma | 1288 | 881  | 843  | 691  | 665  | 673  | 648  | 633  | 629  | 610  |
|               | 1968 | 1982 | 1990 | 2006 | 2013 | 2015 | 2017 | 2019 | 2020 | 2022 |